# Hiss Martins Ferreira
Hiss Martins Ferreira (São João Del Rei, 22 de abril de 1920 – Rio de Janeiro, 3 de setembro de 2009) foi um neurocientista, pesquisador e professor universitário brasileiro. 
Comendador e Grande oficial da Ordem Nacional do Mérito Científico, membro titular da Academia Brasileira de Ciências, Hiss foi pioneiro no estudo da depressão alastrante, junto de Aristides Pacheco Leão. Foi professor da Universidade Federal Fluminense e da Universidade Federal do Rio de Janeiro.

## Biografia
Hiss nasceu na cidade mineira de São João del Rei, em 1920, o primogênito em uma tradicional família do começo do século XX. Seu pai era médico e complementava o orçamento familiar em um laboratório de análises clínicas, além de ministrar aulas de biologia no Colégio Santo Antônio de frades franciscanos holandeses. Hiss estudou e se formou em São João Del Rei até o final de 1935, quando foi enviado para o Rio de Janeiro para fazer o curso superior.

## Carreira
Hiss ingressou na Faculdade Nacional de Medicina da Universidade do Brasil, a atual Universidade Federal do Rio de Janeiro, de onde se graduou em 1943. Na época trabalhava como técnico de laboratório da disciplina de Física Biológica, cargo que continuou tendo após sua formatura. Posteriormente, a física biológica se tornaria o Instituto de Biofísica Carlos Chagas Filho. Hiss se tornaria livre-docente da universidade em 1954, onde trabalhou como professor e pesquisador.
Hiss estudou em uma época em que Carlos Chagas começava a construção do seu “Instituto de Manguinhos” na Praia Vermelha, que se tornaria a Fiocruz e pode conviver com grandes pesquisadores de primeira linha dessa época. Neste mesmo período, Hiss começou a estudar o sistema nervoso, tendo acompanhado por vários anos as experiências de Carlos Chagas com o poraquê (peixe elétrico). Hiss logo compreendeu que o mecanismo da eletrogênese das descargas elétricas deste peixe era análogo ao das fibras nervosas, e assim dirigiu seu interesse para a atividade elétrica do cérebro em repouso e durante as crises epilépticas.
Em 1947, Hiss foi para a Universidade de Chicago, onde trabalhou por um ano com o biofísico Kenneth Cole, conhecido por suas contribuições para a compreensão da ação potencial. Em Chicago, Hiss aperfeiçoou a técnica de impedância e outras abordagens biofísicas no estudo do axônio gigante das lulas. Em 1953, trabalhou com o cientista sueco Torsten Teorell. Em 1959, viajou para os Institutos Nacionais da Saúde, em Bethesda, onde pode trabalhar com Wade Marshall e Ichiji Tasaki.
Nesta mesma época Hiss iniciou uma parceria científica com Aristides Pacheco Leão, de onde surgiu o primeiro trabalho que publicaram juntos, em 1953, nos Anais da Academia Brasileira de Ciências, sobre a impedância elétrica do córtex cerebral durante a depressão alastrante. O fenômeno fora descoberto por Aristides em 1944, tornando-se conhecido como “onda de Leão”, assunto de grande interesse internacional em fisiopatologia de síndromes paroxísticas do sistema nervoso central.
A depressão alastrante de Leão, descrita em 1944, é uma onda de intensa atividade neuronal que se espalha por diferentes regiões do cérebro em situações especiais. Está diretamente associada à enxaqueca, podendo explicar as ilusões visuais, formigamento e fraqueza relatados por muitos pacientes na fase de prenúncio que antecede a cefaleia.
Hiss foi o primeiro Diretor do Instituto Biomédico entre 1968 e 1969. Foi Catedrático da Biofísica da Faculdade de Medicina da Universidade Federal Fluminense (UFF), onde trabalhou entre 1955 e 1970. Também foi Professor Titular de Biofísica da Faculdade de Medicina de Petrópolis por 20 anos, de 1969 a 1989. Mesmo aposentado, Hiss continuou trabalhando no laboratório várias vezes por semana, orientando alunos ou trabalhando em bancada.
Membro Titular da área de Ciências Biomédicas da Academia Brasileira de Ciências desde 1952, teve participação ativa na Diretoria em diversas ocasiões. Recebeu o Prêmio Alfred Jurzykowski, da Academia Nacional de Medicina, em 1967 e o Prêmio Abifarma 1977, da Associação Brasileira de Indústrias Farmacêuticas. Foi condecorado com a Comenda da Ordem Nacional do Mérito Científico pelo Presidente da República do Brasil, em 1995, e três anos depois com a Grã-Cruz da mesma Ordem.

## Morte
Hiss morreu em 3 de setembro de 2009, no Rio de Janeiro, aos 89 anos.